# Hengill

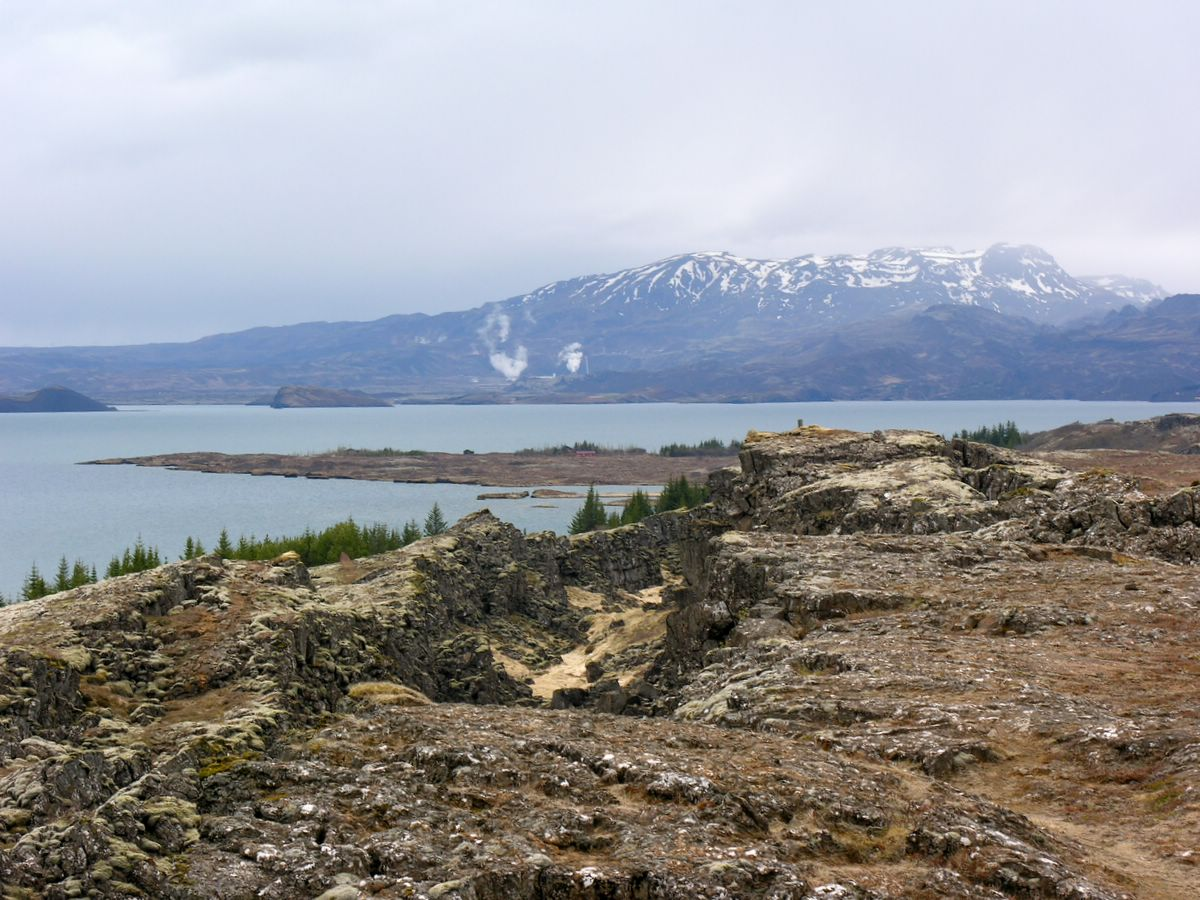
El Hengill desde el lago Þingvallavatn.

El Hengill es un volcán activo situado al sudoeste de Islandia, al sur de Þingvellir.

## Características
Tiene una elevación de 803 metros y un área de 100 kilómetros cuadrados. Las aguas termales y los vapores son una señal de su estado activo, aunque su última erupción data de hace unos 2000 años. En su territorio se encuentra el poblado de Hveragerði.
Es una importante fuente de energía para el sur del país, y allí se encuentra la central geotérmica de Hellisheiði en la margen occidental del lago Þingvallavatn. 
Esta zona es un importante escenario de leyenda y sagas, como la del trol Jóra.